# Grande Prêmio da Argentina de 1978
Resultados do Grande Prêmio da Argentina de Fórmula 1 realizado em Buenos Aires em 15 de janeiro 1978. Primeira etapa da temporada, foi vencido pelo norte-americano Mario Andretti, da Lotus-Ford.

## Resumo
A prova, primeira da temporada de 1978 foi amplamente dominada por Mario Andretti. O americano, que já havia conquistado a pole-position, disparou na liderança e não foi ameaçado em momento algum da prova. Niki Lauda, beneficiado pelo abandono de seu companheiro de equipe John Watson, conseguiu o segundo lugar, depois de segurar Patrick Depailler, sempre próximo. James Hunt, Ronnie Peterson e Patrick Tambay também pontuaram. Emerson Fittipaldi, estreando o novo F5A, acabou apenas em nono em seu 100º Grande Prêmio na Fórmula 1.

## Classificação da prova
| Pos. | Nº | Piloto             | Construtor         | Voltas | Tempo/Diferença        | Grid | Pontos |
| ---- | -- | ------------------ | ------------------ | ------ | ---------------------- | ---- | ------ |
| 1    | 5  | Mario Andretti     | Lotus-Ford         | 52     | 1:37:04.47             | 1    | 9      |
| 2    | 1  | Niki Lauda         | Brabham-Alfa Romeo | 52     | + 13.21                | 5    | 6      |
| 3    | 4  | Patrick Depailler  | Tyrrell-Ford       | 52     | + 13.64                | 10   | 4      |
| 4    | 7  | James Hunt         | McLaren-Ford       | 52     | + 16.05                | 6    | 3      |
| 5    | 6  | Ronnie Peterson    | Lotus-Ford         | 52     | + 1:14.85              | 3    | 2      |
| 6    | 8  | Patrick Tambay     | McLaren-Ford       | 52     | + 1:19.90              | 9    | 1      |
| 7    | 11 | Carlos Reutemann   | Ferrari            | 52     | + 1:22.60              | 2    |        |
| 8    | 12 | Gilles Villeneuve  | Ferrari            | 52     | + 1:38.88              | 7    |        |
| 9    | 14 | Emerson Fittipaldi | Fittipaldi-Ford    | 52     | + 1:40.60              | 17   |        |
| 10   | 20 | Jody Scheckter     | Wolf-Ford          | 52     | + 1:43.50              | 15   |        |
| 11   | 9  | Jochen Mass        | ATS-Ford           | 52     | + 1:49.07              | 13   |        |
| 12   | 10 | Jean-Pierre Jarier | ATS-Ford           | 51     | + 1 volta              | 11   |        |
| 13   | 30 | Brett Lunger       | McLaren-Ford       | 51     | + 1 volta              | 24   |        |
| 14   | 3  | Didier Pironi      | Tyrrell-Ford       | 51     | + 1 volta              | 23   |        |
| 15   | 17 | Clay Regazzoni     | Shadow-Ford        | 51     | + 1 volta              | 16   |        |
| 16   | 26 | Jacques Laffite    | Ligier-Matra       | 50     | Motor                  | 8    |        |
| 17   | 16 | Hans-Joachim Stuck | Shadow-Ford        | 50     | + 2 voltas             | 18   |        |
| 18   | 19 | Vittorio Brambilla | Surtees-Ford       | 50     | + 2 voltas             | 12   |        |
| Ret  | 2  | John Watson        | Brabham-Alfa Romeo | 41     | Motor                  | 4    |        |
| Ret  | 27 | Alan Jones         | Williams-Ford      | 36     | Sistema de combustível | 14   |        |
| Ret  | 22 | Danny Ongais       | Ensign-Ford        | 35     | Distribuidor           | 21   |        |
| Ret  | 23 | Lamberto Leoni     | Ensign-Ford        | 28     | Motor                  | 22   |        |
| Ret  | 37 | Arturo Merzario    | Merzario-Ford      | 9      | Diferencial            | 20   |        |
| Ret  | 18 | Rupert Keegan      | Surtees-Ford       | 4      | Superaquecimento       | 19   |        |
| DNQ  | 25 | Hector Rebaque     | Lotus-Ford         |        |                        |      |        |
| DNQ  | 32 | Eddie Cheever      | Theodore-Ford      |        |                        |      |        |
| DNQ  | 24 | Divina Galica      | Hesketh-Ford       |        |                        |      |        |

## Tabela do campeonato após a corrida
| Pos.   | Piloto            | Pontos |
| ------ | ----------------- | ------ |
| 1      | Mario Andretti    | 9      |
| 2      | Niki Lauda        | 6      |
| 3      | Patrick Depailler | 4      |
| 4      | James Hunt        | 3      |
| 5      | Ronnie Peterson   | 2      |
| Fonte: |                   |        |

| Pos.   | Construtor         | Pontos |
| ------ | ------------------ | ------ |
| 1      | Lotus-Ford         | 9      |
| 2      | Brabham-Alfa Romeo | 6      |
| 3      | Tyrrell-Ford       | 4      |
| 4      | McLaren-Ford       | 3      |
| Fonte: |                    |        |

- Nota: Somente as primeiras cinco posições estão listadas. As dezesseis etapas de 1978 foram divididas em dois blocos de oito e neles cada piloto podia computar sete resultados válidos. Dentre os construtores era atribuída apenas a melhor pontuação de cada equipe (mesmo as particulares) por prova.